# Isaiah Rankin
Pour les articles homonymes, voir Rankin.
Isaiah Marcus Rankin, couramment appelé Isaiah Rankin, est un footballeur anglais, né le 22 mai 1978 à Edmonton, Londres, Angleterre. Évoluant au poste d'attaquant (avant-centre ou ailier), il est principalement connu pour ses saisons à Bradford City, Barnsley, Brentford et Grimsby Town.